# 加姆薩爾
加姆薩爾是伊朗的城市，位於該國中部，由伊斯法罕省負責管轄，毗鄰卡尚，海拔高度1,868米，該市是中東最大的蔷薇水生產地，2012年人口3,807。